# Xã Hogan, Quận Franklin, Arkansas
Xã Hogan (tiếng Anh: Hogan Township) là một xã thuộc quận Franklin, tiểu bang Arkansas, Hoa Kỳ. Năm 2010, dân số của xã này là 1.514 người.